# Evie Hone
Eva Sydney Hone, meist Evie genannt, (* 22. April 1894 in Roebuck Grove, County Dublin; † 13. März 1955 in Rathfarnham, County Dublin) war eine irische Malerin und Glasmalerin. Sie gilt als eine frühe Pionierin des Kubismus, ist aber eher für ihre Glasmalerei bekannt. Ihre bekanntesten Werke sind das Ostfenster in der Kapelle des Eton College, das die Kreuzigung Jesu darstellt, und My Four Green Fields, das sich heute in den Government Buildings in Dublin befindet.

## Leben
Hone wurde als jüngste Tochter von Joseph Hone, dessen englische Vorfahren im Zuge der Rückeroberung Irlands dorthin gekommen war, und Eva Eleanor, geborene Robinson, Tochter von Sir Henry Robinson und Enkelin von Arthur Annesley, 10. Viscount Valentia. Sie war mit den Malern Nathaniel Hone dem Älteren (1718–1784) und Nathaniel Hone dem Jüngeren (1831–1917) verwandt. Kurz vor ihrem zwölften Geburtstag erkrankte sie an Kinderlähmung. Die Krankheit war langwierig und obwohl sie nach Operationen wieder gehen konnte, war sie das ganze Leben gesundheitlich belastet. Sie wurde von einer Gouvernante erzogen, setzte ihre Ausbildung in der Schweiz fort und unternahm Reisen nach Spanien und Italien, bevor sie 1913 nach London zog.
Hone studierte an der Byam Shaw School of Art in London und anschließend bei Bernard Meninsky an der Central Saint Martins College of Art and Design. Sie lernte Mainie Jellett kennen, mit der sie 1921 nach Paris ging, als beide bei Walter Sickert am Westminster School of Art studierten. Sie arbeitete in Paris bei André Lhote und Albert Gleizes, bevor sie zurückkehrte, um die moderne Bewegung in Irland zu beeinflussen und eine der Gründerinnen der Irish Exhibition of Living Art zu werden.
Sie gilt als frühe Pionierin des Kubismus, wandte sich aber in den 1930er Jahren der Glasmalerei zu, die sie bei Wilhelmina Geddes studierte. Hone war sehr gläubig; sie verbrachte 1925 einige Zeit in einem anglikanischen Kloster in Truro in Cornwall und konvertierte 1937 zum Katholizismus. Dies mag ihre Entscheidung, mit der Glasmalerei zu beginnen, beeinflusst haben. Zunächst arbeitete sie als Mitglied der Glasmalereigenossenschaft An Túr Gloine von Sarah Purser, bevor sie 1944 ein eigenes Studio in Rathfarnham eröffnete.
Ihre wichtigsten Werke sind wahrscheinlich das Ostfenster mit der Darstellung der Kreuzigung für die Kapelle des Eton College (1949–1952) und das Werk My Four Green Fields, das sich heute in den Government Buildings in Dublin befindet. Das letztere Werk stellt in einer abstrakten Komposition die vier Provinzen Irlands dar, die Embleme und Symbole der vier Provinzen sind deutlich zu erkennen.  1939 gewann dieses Werk, das für den Pavillon der irischen Regierung in Auftrag gegeben wurde, den ersten Preis für Glasmalerei auf der Weltausstellung in New York. Es schmückte von 1960 bis etwa 1983 den Hauptsitz der Córas Iompair Éireann in der O’Connell Street in Dublin. Das Ostfenster des Eton College wurde nach der Zerstörung des Gebäudes in Auftrag gegeben, nachdem 1940 während des Zweiten Weltkriegs eine Bombe auf die Schule abgeworfen worden war. Hone wurde 1949 mit der Gestaltung des Ostfensters beauftragt, und das neue Fenster wurde 1952 eingesetzt. Dieses Werk wurde 1969 auf einer irischen Briefmarke abgebildet.
1953 erhielt Hone die Ehrendoktorwürde des Trinity College Dublin und 1955 wurde sie zum Honorary Member der Royal Hibernian Academy ernannt.
Während sich ihre Gesundheit verschlechterte, starb Hone überraschend im März 1955 auf dem Weg in die Kirche. Eine erste Ausstellung 1958 in Dublin und 1959 in der Tate Gallery in London zeigte Hones künstlerische Entwicklung sowie die Schritte ihres Schaffensprozesses von der Skizze bis zum Glas. Auf weiteren Ausstellungen in den 1970er bis 1990er Jahren wurde Werke von ihr gezeigt. Hilda van Stockum, die mit Hone befreundet war, erstellte das Porträt Evie Hone in Her Studio, das sich heute in der National Gallery of Ireland befindet. Von Dezember 2005 bis Juni 2006 war eine Ausstellung von Hones Werken in der National Gallery of Ireland zu sehen, die zudem knapp 40 Werke von ihr in der Sammlung hat und auch die Kunstwerke aus Hones eigener Sammlung, darunter je ein Werk von Pablo Picasso und Juan Gris, von ihr vermacht bekam.

## Werke

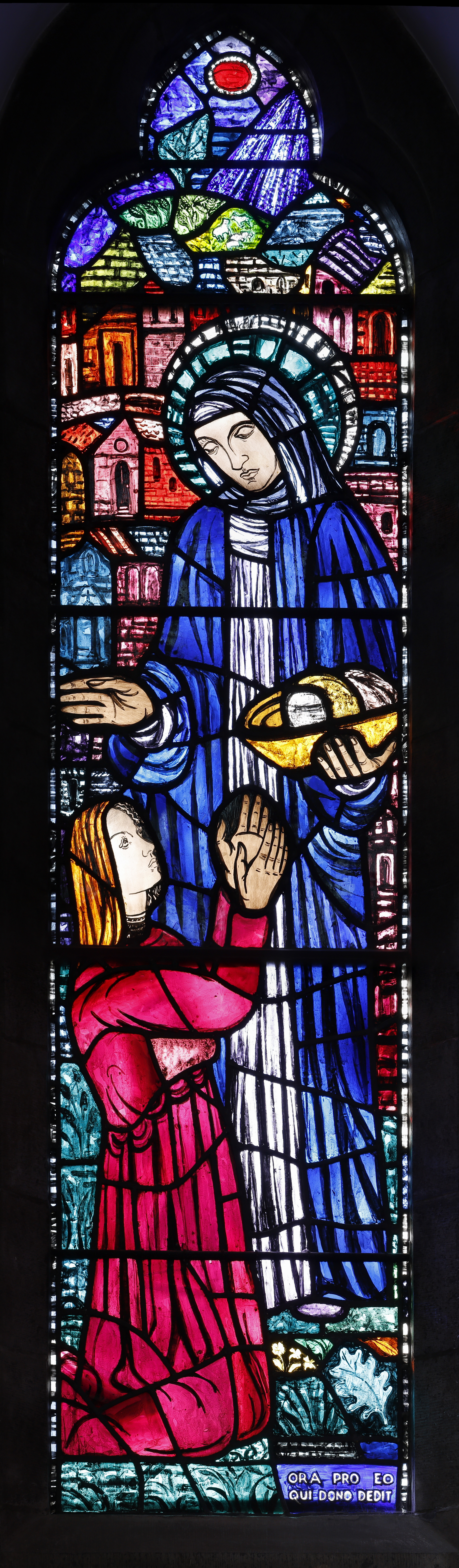
Saint Brigid, St. Brendan’s Cathedral, Loughrea, 1942
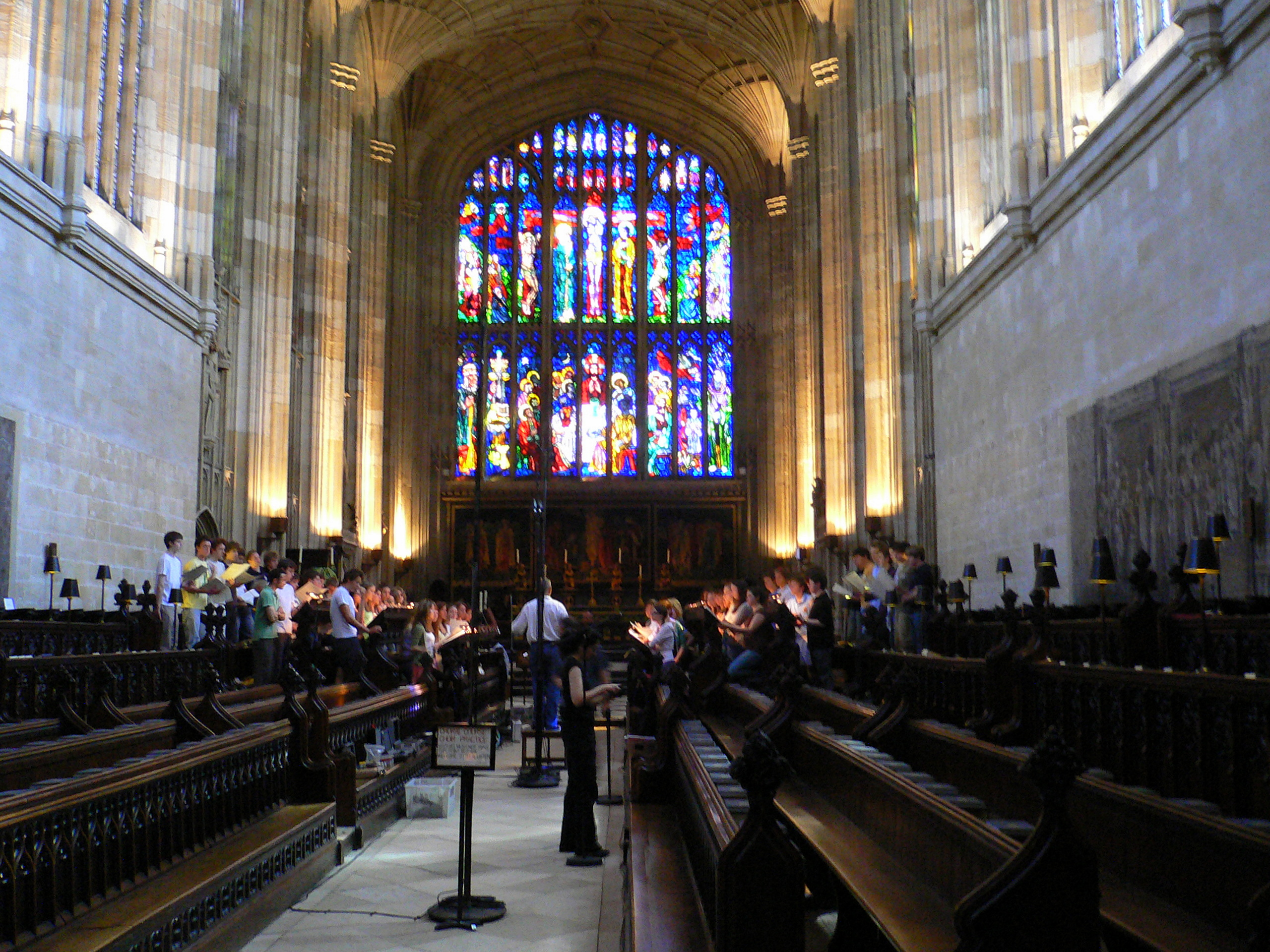
Ostfenster, Eton College Chapel, Berkshire, 1949–1952
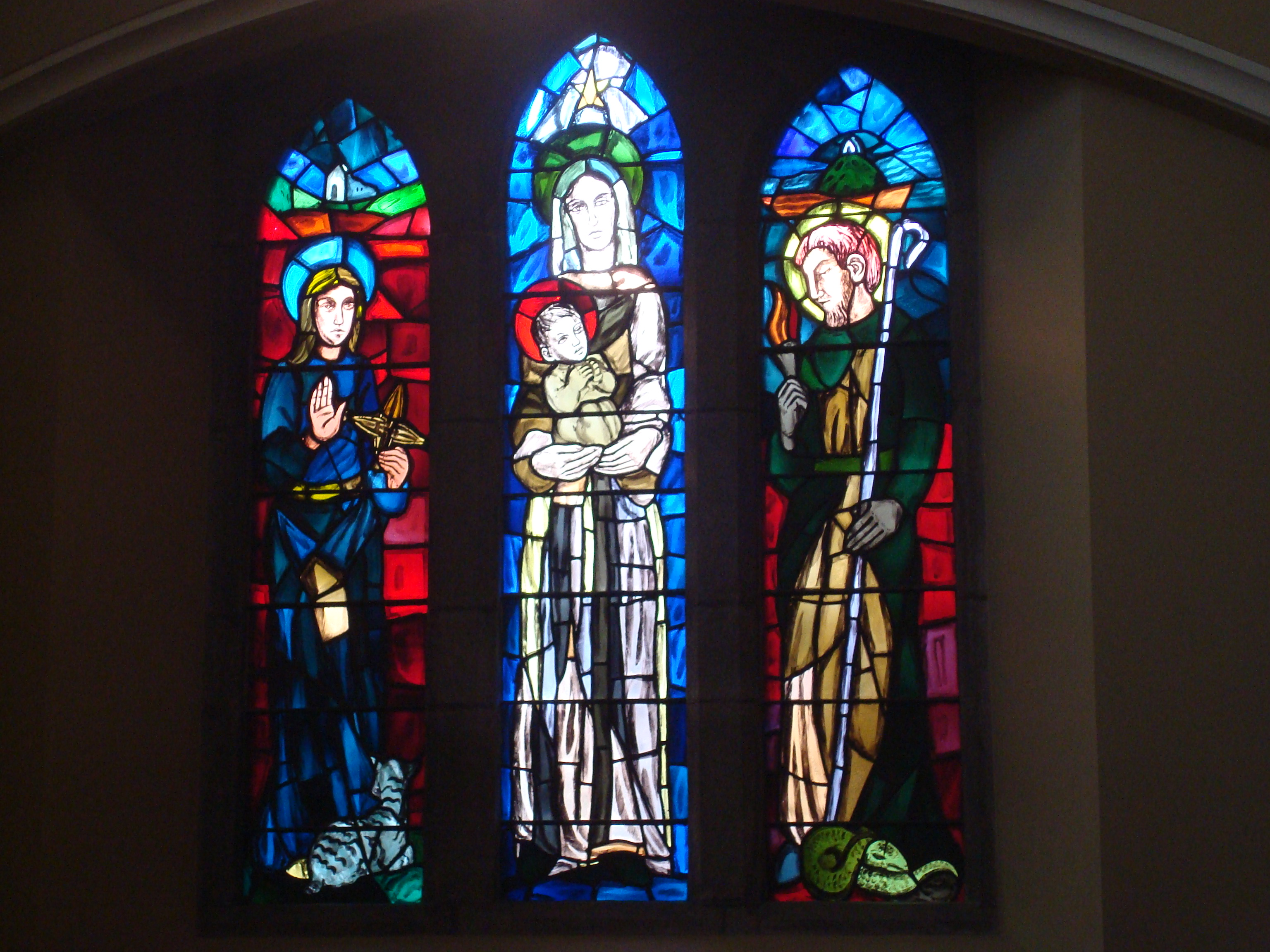
Saint Brigid, Saint Patrick sowie Maria mit Kind, St. John the Baptist Church, Blackrock, Dublin

Eine Liste der Titel und Orte in Irland, England und in einem Fall in Washington, D.C., der von Hone geschaffenen Glasmalereien findet sich in einem kurz vor ihrem Tod entstandenen Artikel.
Zu den wesentlichen Werken gehören unter anderem:
- Wappenfenster und Pfingstfenster, Blackrock College Chapel, 1937–1941
- Saint Cecilia, Lanercost Priory, Cumbria.[14]
- My Four Green Fields, Government Buildings Dublin, 1939[15]
- Sieben Fenster für das St. Stanislaus College, Tullabeg, County Offaly, 1942[16]
- Saint Brigid, St. Brendan’s Cathedral, Loughrea, 1942
- Drei Fenster zur Fatima-Erscheinung, Church of the Immaculate Conception, Kingscourt, County Cavan, 1947–1948[17]
- Ostfenster  der Eton College Chapel mit der Kreuzigung, Berkshire, 1949–1952[9]
- Ostfenster zum Letzten Abendmahl, St. Michael’s Church, Highgate, London, 1954[18]